# Вронченко, Михаил Павлович
Михаил Па́влович Вро́нченко (1802, Копысь, Могилёвская губерния Северо-Западного края Российской империи — 14 [26] октября 1855, Харьков) — российский учёный и литератор, востоковед, географ и военный геодезист, кадровый разведчик Российской армии, прозаик и поэт-переводчик. Генерал-майор. Член-учредитель и активный деятель Русского географического общества. Его имя выгравировано на юбилейной медали «В память пятидесятилетия Корпуса военных топографов. 1872». 

## Биография
Сын священника, родился в 1802 году, предположительно в январе. Отец — протодьякон Павел Вронченко, из рода обедневшей украинской шляхты, переселившейся на белорусские земли.
Старший брат Фёдор Павлович Вронченко — граф, министр финансов Российской империи в 1844—1852 годах.
Михаил Вронченко учился в Могилёвской мужской гимназии и затем в Московском университете, но курса в нём не окончил; поступил в Училище колонновожатых и выпущен 29 января 1822 года в звании прапорщика (под порядковым общим № 101, в списке выпускников — под № 2) в свиту Его Величества по квартирмейстерской части. Первоначально оставлен при Училище как руководитель практиками учащихся. В продолжение службы в российской армии, наряду со своим соотечественником генерал-лейтенантом Юзефом (Иосифом) Ходзько, стал одним из лучших военных геодезистов Российской империи XIX века.
Первые юношеские стихи на русском языке начал писать ещё пребывая в стенах Могилевской гимназии, однако как поэт позднее приобрел известность своими переводами из европейской литературы.
Во время пребывания в Вильно в 20-е годы XIX века познакомился с польским поэтом Адамом Мицкевичем, чье творчество оказало, по признанию самого Вронченко, сильное влияние на его жизнь и поэтическое творчество.
С февраля 1823 года под руководством К. И. Теннера занимался триангуляционными работами в Виленской губернии, самостоятельно установил тригонометрическую связь между Виленской триангуляцией и городом Двинском (Динабургом). В 1824 году по собственному желанию был камандирован Военным ведомством в Императорский Дерптский университет для пополнения знаний в прикладной математике, практической геодезии и астрономии. За годы учёбы в университете (1824—1827) под руководством В. Я. Струве изучал астрономию и геодезию, ознакомился с математическими методами обработки результатов измерений, выполнял триангуляционные работы и астрономические наблюдения; посещал лекции по математике, астрономии, геодезии, литературе, изучил немецкий, английский и итальянский языки. В Дерпте познакомился с Н. М. Языковым.
В 1828 году производил съёмку в Бессарабии и астрономические определения мест в Болгарии и Румелии. Во время Турецкой войны находился при армии.

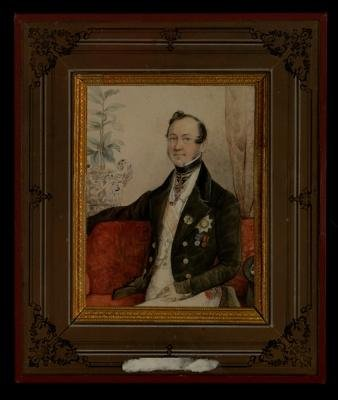
Портрет 1840 г. На шее знаки орденов Св. Анны 2 ст. с короной, Св. Владимира 3 ст., на груди орденская лента. На левой стороне груди звезда ордена Станислава 1 ст. и орденская лента, на лацкане - знак отличия 25-летней беспорочной службы.

В 1834—1836 годах по поручению русского царя Николая I под дипломатическим прикрытием осуществил разведывательную военно-географическую экспедицию во владения Оттоманской Порты в пределах полуострова Малая Азия. В процессе работы заболел малярией, но по выздоровлении продолжил экспедицию. Лично определив инструментальными методами 100 астрономических пунктов, создал замечательное картографическое произведение — карту Малой Азии масштаба 1:840000. Результатом этой поездки помимо множества карт и планов, оставшихся неизданными, явился «Отчет», опубликованный в Депо геодезии, а позднее на его основе и книга «Обозрение Малой Азии в нынешнем её состоянии, составленное русским путешественником М.[ихаилом] В.[ронченко ]» — Санкт-Петербург: Типография К. Крайя, 1839—1840. Этот труд был рекомендован профессором Дмитрием Перевозчиковым для изучения как блестящее страноведческое исследование.
Работы Вронченко в Малой Азии позволили Русскому Генеральному штабу получить военно-географические сведения о будущем театре военных действий и издать серию военных карт на надежной астрономогеодезической основе и подробных военно-географических описаниях.
По окончании разведывательной деятельности в Турецкой империи Вронченко получил аудиенцию у императора Николая I, где в личной беседе дал обстоятельную оценку Турции как соседа России и её потенциального противника; по окончании аудиенции награждён и повышен в звании императором за особые заслуги «на благо Империи».
В 1837 году назначен членом комиссии об управлении Закавказским краем.
В 1843—1846 годах — председатель Комитета об образовании евреев.
В 1847 производил триангуляционные съёмки в Рязанской, Орловской, Тамбовской и Воронежской губерниях.
В 1848 году ревизовал Демидовский юридический лицей.
В 1849 году производил триангуляционные съёмки в Новороссийском крае. Указанные топогеодезические съемки были признаны образцовыми как по организации работ, так и по их результатам.
Позднее триангуляционная сеть Кавказа, выполненная Юзефом Ходзько, была связана с триангуляционными сетями Михаила Вронченко, что принесло историческую славу белорусской геодезии.
В 1845 году стал одним из членов-учредителей Русского географического общества; его старший брат Федор, будучи министром финансов Российской империи, с ведома императора Николая I выделил Географическому обществу 10 тысяч рублей серебром из государственной казны и передал в дар Обществу несколько книг географического содержания.
Вронченко свободно владел 10 языками: белорусским, русским, польским, латинским, старо- и новогреческим, английским, немецким, французским и турецким.
Осуществлял художественный поэтический и прозаический перевод литературных произведений с польского, английского, немецкого и французского языков.
Впервые перевел с оригинала на русский язык произведение Вильяма Шекспира «Гамлет» и поэму соотечественника, великого польского поэта Адама Мицкевича «Дзяды».
Тяжело больной чахоткой, скончался в Харькове на руках молодой жены, до последних часов жизни шлифуя собственный поэтический перевод знаменитого монолога Гамлета «To be or not to be?» из одноименной драмы В. Шекспира.

## Литературная деятельность
Михаилу Вронченко принадлежат русские переводы трагедий Шекспира «Гамлет» (1828) и «Макбет» (1837), поэмы Байрона «Манфред» (1828), первой части «Фауста» Гёте (1844), «Дзяды» А. Мицкевича. Литературные поэтические переводы Вронченко знал и комментировал его современник А. С. Пушкин.
Рецензируя работу Вронченко над «Фаустом», Иван Сергеевич Тургенев отмечал:

Труд г. Вронченко достоин уважения и благодарности, хотя мы уже теперь принуждены сознаться, что его никак нельзя считать окончательным. Но только со времени появления этого перевода наша публика познакомится с «Фаустом» Гёте. <…> труд г. Вронченко лишен именно того, что по справедливости нравится читателям, — лишен всякого поэтического колорита.

Тургенев также отметил ряд существенных смысловых ошибок в этом переводе.

## Награды
- Орден Святой Анны 2-й степени (1833)[8]
- Орден Святого Владимира 3-й степени (1838)[9]
- Знак отличия за XXV лет беспорочной службы (1848)[9]
- Орден Святого Станислава 1-й степени (1851)[9]
- Орден Святой Анны 1-й степени (1853)[9]
- Турецкая золотая медаль[9]